# 小笹耕作
小笹 耕作（おざさ こうさく、1895年〈明治28年〉1月7日 - 1979年〈昭和54年〉5月9日）は、日本の政治家。衆議院議員（1期）。

## 経歴
兵庫県佐用郡三日月村（三日月町を経て現佐用町）で、小笹力之助の長男として生まれた。1919年（大正8年）京都帝国大学法科大学仏法科卒。三日月町議、兵庫県会議員、同副議長、同議長となり、佐用合同銀行頭取、兵和銀行（現：神戸銀行）取締役、兵庫県食糧営団理事、同森林組合連合会副会長、同林材協会長、兵庫県地方木材(株)社長となる。
1946年（昭和21年）の第22回衆議院議員総選挙で兵庫県第2区(大選挙区制)から日本進歩党公認で立候補して当選、1期務める。翌1947年の第23回衆議院議員総選挙には出馬しなかった。のち三日月町長を務めた。1979年死去。